# Stenotarsus loebli
Stenotarsus loebli is een keversoort uit de familie zwamkevers (Endomychidae). De wetenschappelijke naam van de soort werd in 1983 gepubliceerd door Strohecker.